# 700
700 (DCC) fue un año bisiesto comenzado en jueves del calendario juliano, en vigor en aquella fecha.
Es el año 700 de la era común, del anno Domini y del primer milenio, el centésimo y último año del siglo VII y el primer año de la década de 700.

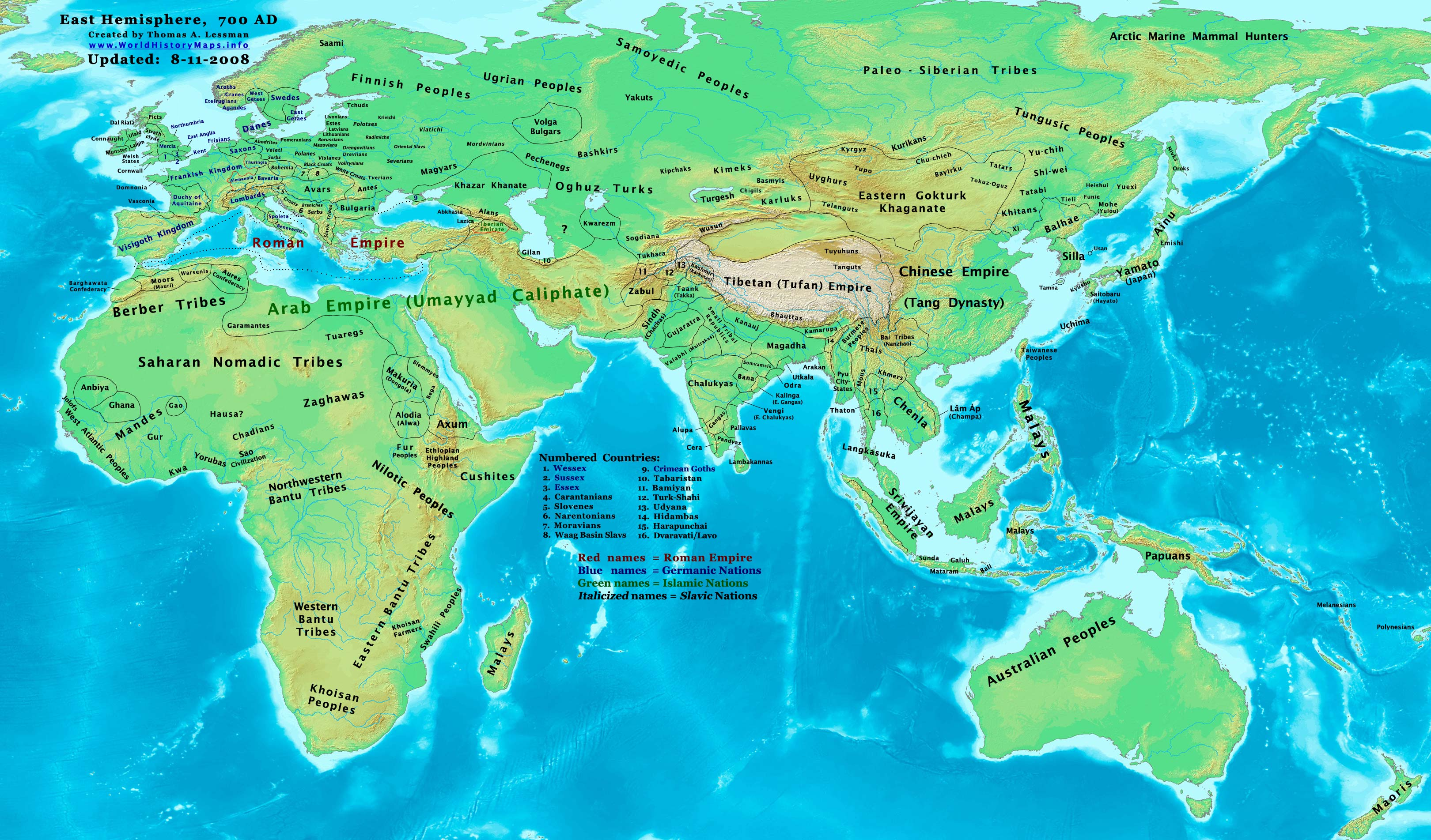
Hemisferio Oriental (700)

## Acontecimientos
- Las tropas árabes lideradas por Muza, Musa ibn Nusair, derrotan al ejército bereber terminando con su resistencia en el norte de África.
- El complejo volcánico monte Edziza en la Columbia Británica (Canadá), entra en erupción.
- San Adomnán convence a 51 reyes en la adopción de la Cáin Adomnáin, también conocida como Ley de Inocentes, y que define la relación entre la mujer y el clero.
- Comienza el reinado de Râjasimha, Rey de los Pallava en la India (terminaría en el 730). Este acontecimiento marca el abandono de la arquitectura rupestre por los Pallava en beneficio de las construcciones graníticas, entre ellas el templo de la roca de Mamallapuram, el templo de Kailâsanâtha en Kanchi y el templo de Vaikunthaperumal.
- Campaña del Imperio Turco tujue en Sogdiana.
- Égica, rey de los Visigodos, proclama una ley según la cual todo individuo puede ser arrestado y torturado para hacerle reconocer su eventual servidumbre.
- Eudes pasa a ser Duque de Aquitania.
- Roberto, abad de Worms, funda en Salzburgo el monasterio de San Pedro, de esta forma, el duque bávaro Teodoro da a la Iglesia lo que pasará a ser la ciudad de Salzburgo.
- Los tayronas emplean complejos arquitectónicos para vivienda y sembradíos como Ciudad Perdida en la Sierra Nevada de Santa Marta (Magdalena, Colombia).[1]

## Nacimientos
- Abu Muslim, líder musulmán.
- Dokyo, monje japonés.
- Kim Daeseong, ministro coreano del antiguo reino de Silla.
- Luitfrid I, Duque de Alsacia.
- San Baudolino, santo.
- Virgilio de Salzburgo, obispo.
- Wang Jin, canciller de la Dinastía Tang.
- Wasil ibn Ata, teólogo musulmán.
- Yamabe no Akahito, poeta japonés.

## Fallecimientos
- Abu Umamah al Bahili, guerrero musulmán.
- Agrícola de Aviñón, obispo.
- Alnoth, santo, ermitaño y mártir inglés.
- Cuniperto, rey de los lombardos.
- Desiderio de Fontenelle, santo francés.
- Di Renji, canciller de China.
- Disibod, santo irlandés.
- Felix de Sevilla, abad.
- Fiannamail ua Dúnchada, rey de los escotos de Dalriada.
- Fland mac Máele Tuile, rey de Ailech.
- Godeberta, santa francesa.
- Lamberto de Maastricht, santo y obispo neerlandés.
- Princesa Asuka de Japón.
- Reineldis, santa y mártir belga.
- Wulmar, santo fundador de Eecke.